# Монетов, Александр Геннадьевич
Александр Геннадьевич Монетов (30 августа 1972, Московская область — 24 июня 1995, Чеченская Республика, Россия) — сотрудник УБОП при УВД Свердловской области, лейтенант милиции.

## Биография
Родился 30 августа 1972 года в посёлке Дубровицы Подольского района Московской области.
Службу в органах внутренних дел начал с сентября 1993 года. Через полгода стал оперуполномоченным специального отдела быстрого реагирования УБОП при УВД Свердловской области. С 1995 года участвовал в операциях на территории Чеченской республики.
24 июня 1995 года в посёлке Новом принимал участие в ликвидации Джохара Дудаева. Погиб при выполнении служебного долга. Похоронен на кладбище села Лемешево Подольского района Московской области.
Указом Президента Российской Федерации № 689 от 12 мая 1996 года лейтенанту милиции Монетову Александру Геннадьевичу присвоено звание Героя Российской Федерации.
В поселке Дубровицы, рядом со школой, которая теперь носит имя Героя Российской Федерации А. Г. Монетова, установлен бюст.